# Hedlandets naturreservat
Hedlandet är ett naturreservat i Eskilstuna kommun förvaltat av Sveaskog AB. Reservatet är beläget mellan Eskilstuna och Julita kyrka utmed länsväg 214, cirka 15 kilometer sydväst om Eskilstuna centrum. Internationella naturvårdsunionen klassificerar Hedlandet under kategori V - skyddat landskap/havsområde. I reservatet finns 16 fornlämningar skyddade av Kulturmiljölagen, och 20 övriga kulturhistoriska lämningar.